# John Carew
Pour les articles homonymes, voir Carew.
John Carew, né le 5 septembre 1979 à Lørenskog, est un footballeur international norvégien qui évolue au poste d'attaquant.

## Biographie

### Les débuts
John grandit à Lørenskog dans le comté d'Akershus avec sa sœur. Il est le fils de Ousainou Alieu Carew gardien de but de l'équipe de Gambie de football tandis que sa mère Jorunn Ryen Carew est norvégienne. Il commence sa carrière avec Vålerenga IF
Les dispositions physiques de John sont vite remarquées et l'entraînent d'abord vers l'athlétisme, discipline dans laquelle il révèle de grandes aptitudes. Mais il préfère se tourner vers le football.

### Sa carrière professionnelle
À l'âge de 17 ans, il quitte le club de Lørenskog pour s'engager avec Vålerenga IF. À peine un an plus tard, il honore sa première sélection en équipe nationale de Norvège des moins de 21 ans. Lors de sa première saison avec Vålerenga, il marque 10 buts (dont 3 en coupe) en 14 matchs.
Après trois saisons à Vålerenga, John rejoint un club plus ambitieux.
Il joue l'Euro 2000 avec la Norvège mais ne marque aucun but. La sélection norvégienne est éliminée dès le 1er tour. 
À l'issue de l'Euro 2000, John Carew est transféré à Valence, club avec lequel il remporte le championnat d'Espagne 2002, mais échoue en finale de la Ligue des Champions, malgré son penalty transformé lors de la séance de tirs au but. À la fin de 2003, il est prêté à l'AS Rome avec option d'achat. À l'issue d'une fin de saison 2003-2004 difficile pour le joueur norvégien, le club romain décide de ne pas lever l'option d'achat. Il rejoint alors l'équipe turque de Besiktas.

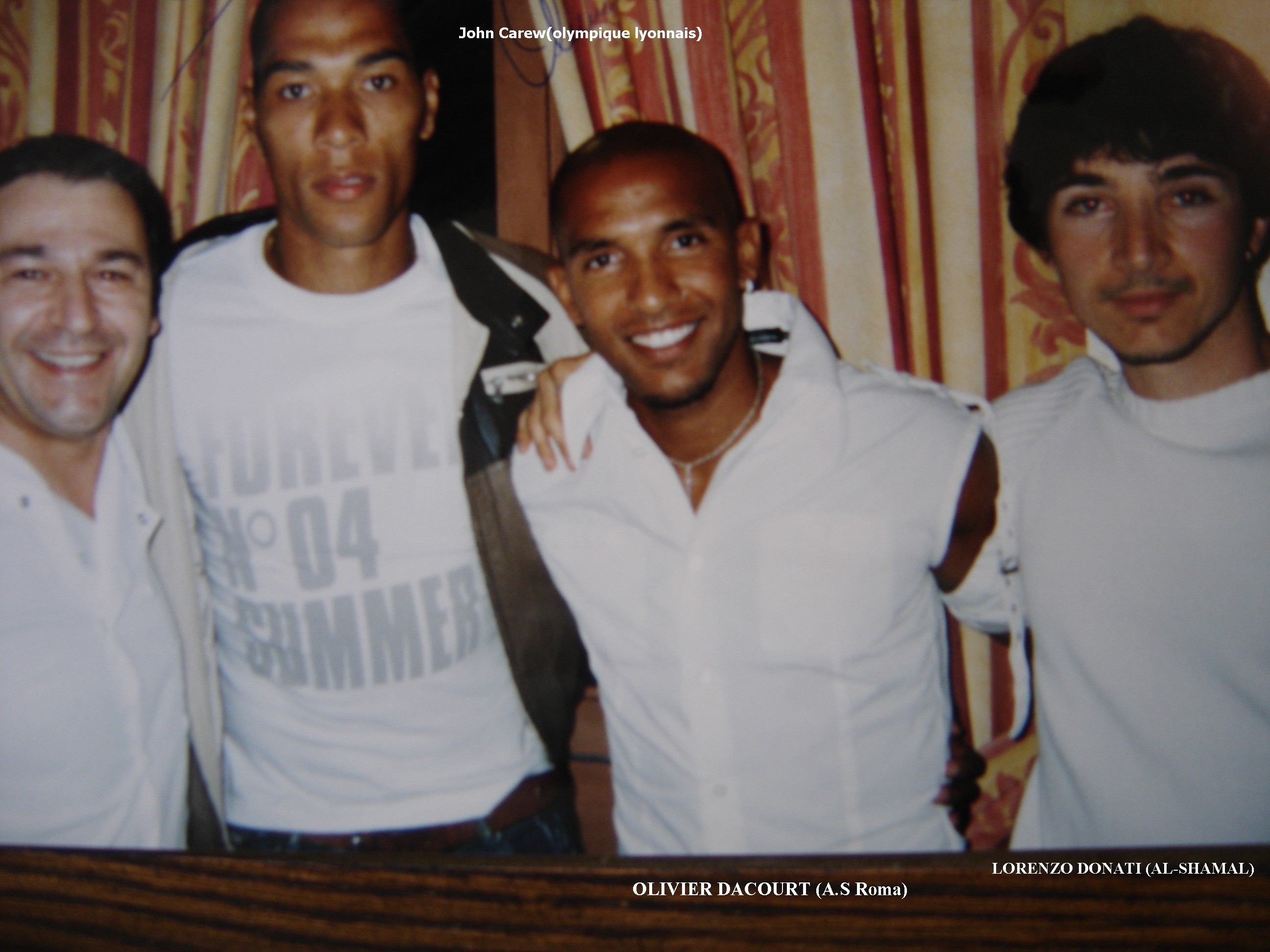
Soirée de bénévolat avec les footballeurs professionnels John Carew (Lyon), Olivier Dacourt (AS Rome), Donati Lorenzo (al-Shamal)

À l'été 2005, John Carew signe un contrat de quatre ans avec l'Olympique lyonnais pour une indemnité de transfert de 7,65 millions d'euros. Sa première saison fut relativement terne malgré un très bon départ. Il ne réussit jamais à sortir de son rôle de pivot et parvint rarement à réellement montrer l'étendue de son talent. Systématiquement sanctionné par les arbitres de ligue 1 pour son jeu de bras, il finit par lasser les supporters et les dirigeants lyonnais. En début de saison 2006-2007, il perd sa place de titulaire au profit du brésilien Fred. Blessé en début de saison, il devient un troisième choix pour son entraîneur, Gérard Houllier. Il devient finalement titulaire grâce aux indisponibilités conjointes de Sidney Govou, Sylvain Wiltord, Karim Benzema et Fred et en profite au passage pour mettre à mal la défense du Real Madrid (2-2) en faisant éclater au grand jour son talent, fait de puissance physique et de maîtrise technique. En trois titularisations, John a marqué deux buts et a été élu deux fois « homme du match ». 
Lors du marché d'hiver 2006-2007, il est transféré à Aston Villa dans le cadre d'un échange avec l'attaquant tchèque Milan Baroš. 
En froid avec Gérard Houllier, et avec l'arrivée de Darren Bent en provenance de Sunderland, John Carew est prêté le 21 janvier 2011 à Stoke City jusqu'à la fin de la saison. À son retour, son contrat n'est pas renouvelé et il part librement d'Aston Villa. Durant l'été, il signe à West Ham. 
Après avoir quitté West Ham en juin 2012, il se retrouve sans club. Au mercato d'hiver, il est convoité par l'Inter Milan à la suite de la blessure de Diego Milito mais il est recalé à la visite médicale. Quelques mois plus tard, il annonce sa retraite.

### Affaire judiciaire et condamnation
Le 16 novembre 2022, Carew est condamné à quatorze mois de prison ferme par la justice norvégienne pour fraude fiscale. Il ne s'était pas acquitté de 5,4 millions d'euros et reçoit une amende de 52 000 euros.

## Palmarès

### Avec Rosenborg BK
- Vainqueur du Championnat de Norvège en 2000.

### Avec le Valence CF
- Vainqueur du Championnat d'Espagne en 2002.
- Finaliste de la Ligue des champions en 2001.

### Avec l'Olympique lyonnais
- Vainqueur du Championnat de France en 2006 et 2007.
- Vainqueur du Trophée des champions en 2005 et 2006.

## Statistiques détaillées

### En club
| Saison                | Club                  | Championnat           | Championnat | Championnat | Coupe(s) nationale(s) | Coupe(s) nationale(s) | Compétition(s) continentale(s) | Compétition(s) continentale(s) | Compétition(s) continentale(s) | Norvège | Norvège | Total | Total |
| Saison                | Club                  | Division              | M.          | B.          | M.                    | B.                    | Comp.                          | M.                             | B.                             | M.      | B.      | M.    | B.    |
| 1998                  | Vålerenga             | 1                     | 18          | 7           | -                     | -                     | C2                             | 4                              | 3                              | 1       | 0       | 23    | 10    |
| 1999                  | Vålerenga             | 1                     | 15          | 7           | -                     | -                     | C2                             | 2                              | 1                              | 5       | 1       | 22    | 9     |
| 1999                  | Rosenborg             | 1                     | 7           | 9           | -                     | -                     | C1                             | 8                              | 4                              | -       | -       | 15    | 13    |
| 2000                  | Rosenborg             | 1                     | 10          | 9           | -                     | -                     | C1                             | 4                              | 1                              | 10      | 2       | 24    | 12    |
| 2000 - 2001           | Valence CF            | 1                     | 37          | 11          | 2                     | 0                     | C1                             | 17                             | 3                              | 7       | 3       | 63    | 17    |
| 2001 - 2002           | Valence CF            | 1                     | 15          | 1           | -                     | -                     | C3                             | 8                              | 0                              | 5       | 3       | 28    | 4     |
| 2002 - 2003           | Valence CF            | 1                     | 32          | 8           | 2                     | 0                     | C1                             | 13                             | 5                              | 6       | 1       | 53    | 14    |
| 2003 - 2004           | Valence CF            | 1                     | -           | -           | -                     | -                     | -                              | -                              | -                              | 1       | 0       | 1     | 0     |
| 2003 - 2004           | AS Rome               | 1                     | 20          | 6           | 3                     | 1                     | C3                             | 6                              | 1                              | 3       | 0       | 32    | 8     |
| 2004 - 2005           | Beşiktaş              | 1                     | 24          | 13          | -                     | -                     | C3                             | 3                              | 1                              | 9       | 2       | 36    | 16    |
| 2005 - 2006           | Lyon                  | 1                     | 26          | 8           | 4                     | 3                     | C1                             | 10                             | 4                              | 7       | 1       | 47    | 16    |
| 2006 - 2007           | Lyon                  | 1                     | 9           | 1           | 2                     | 0                     | C1                             | 2                              | 1                              | 4       | 1       | 17    | 3     |
| 2006 - 2007           | Aston Villa           | 1                     | 11          | 3           | -                     | -                     | -                              | -                              | -                              | 5       | 3       | 16    | 6     |
| 2007 - 2008           | Aston Villa           | 1                     | 32          | 13          | 1                     | 0                     | -                              | -                              | -                              | 8       | 4       | 41    | 17    |
| 2008 - 2009           | Aston Villa           | 1                     | 27          | 11          | 3                     | 1                     | CI+C3                          | 2+2                            | 1+2                            | 6       | 0       | 40    | 15    |
| 2009 - 2010           | Aston Villa           | 1                     | 33          | 10          | 8                     | 6                     | C3                             | 1                              | 1                              | 6       | 1       | 48    | 18    |
| 2010 - 2011           | Aston Villa           | 1                     | 10          | 0           | 1                     | 0                     | -                              | -                              | -                              | 3       | 1       | 14    | 1     |
| 2010 - 2011           | Stoke City            | 1                     | 10          | 1           | 3                     | 1                     | -                              | -                              | -                              | 2       | 0       | 15    | 2     |
| 2011 - 2012           | West Ham              | 2                     | 19          | 2           | 2                     | 0                     | -                              | -                              | -                              | 3       | 1       | 24    | 3     |
| Total sur la carrière | Total sur la carrière | Total sur la carrière | 355         | 120         | 31                    | 12                    | -                              | 82                             | 28                             | 91      | 24      | 559   | 184   |

### Buts en sélection
| Buts (24) en sélection de John Carew | Buts (24) en sélection de John Carew | Buts (24) en sélection de John Carew           | Buts (24) en sélection de John Carew | Buts (24) en sélection de John Carew | Buts (24) en sélection de John Carew | Buts (24) en sélection de John Carew |
|                                      | Date                                 | Lieu                                           | Adversaire                           | Résultat                             | Compétition                          |                                      |
| ------------------------------------ | ------------------------------------ | ---------------------------------------------- | ------------------------------------ | ------------------------------------ | ------------------------------------ | ------------------------------------ |
| 1.                                   | 22 janvier 1999                      | HaShalom Stadium, Umm al-Fahm (Israël)         | Estonie                              | 3-3                                  | Match amical                         |                                      |
| 2.                                   | 4 février 2000                       | Estadio La Manga, La Manga (Espagne)           | Suède                                | 1-1                                  | Match amical                         |                                      |
| 3.                                   | 3 juin 2000                          | Ullevaal Stadion, Oslo (Norvège)               | Italie                               | 1-0                                  | Match amical                         |                                      |
| 4.                                   | 28 février 2001                      | Windsor Park, Belfast (Irlande du Nord)        | Irlande du Nord                      | 4-0                                  | Match amical                         |                                      |
| 5.                                   | 24 mars 2001                         | Ullevaal Stadion, Oslo (Norvège)               | Pologne                              | 2-3                                  | Qualifications Coupe du monde 2002   |                                      |
| 6.                                   | 6 juin 2001                          | Ullevaal Stadion, Oslo (Norvège)               | Biélorussie                          | 1-1                                  | Qualifications Coupe du monde 2002   |                                      |
| 7.                                   | 5 septembre 2001                     | Ullevaal Stadion, Oslo (Norvège)               | Pays de Galles                       | 3-2                                  | Qualifications Coupe du monde 2002   |                                      |
| 8.                                   | 6 octobre 2001                       | Stade Hanrapetakan, Erevan (Arménie)           | Arménie                              | 4-1                                  | Qualifications Coupe du monde 2002   |                                      |
| 9.                                   | 6 octobre 2001                       | Stade Hanrapetakan, Erevan (Arménie)           | Arménie                              | 4-1                                  | Qualifications Coupe du monde 2002   |                                      |
| 10.                                  | 7 octobre 2002                       | Ullevaal Stadion, Oslo (Norvège)               | Danemark                             | 2-2                                  | Qualifications Euro 2004             |                                      |
| 11.                                  | 4 septembre 2004                     | Stadio Renzo Barbera, Palerme (Italie)         | Italie                               | 1-2                                  | Qualifications Coupe du monde 2006   |                                      |
| 12.                                  | 13 octobre 2004                      | Ullevaal Stadion, Oslo (Norvège)               | Slovénie                             | 3-0                                  | Qualifications Coupe du monde 2006   |                                      |
| 13.                                  | 3 septembre 2005                     | Arena Petrol, Celje (Slovénie)                 | Slovénie                             | 3-2                                  | Qualifications Coupe du monde 2006   |                                      |
| 14.                                  | 15 novembre 2006                     | Stade de l'Étoile rouge, Belgrade (Serbie)     | Serbie                               | 1-1                                  | Match amical                         |                                      |
| 15.                                  | 24 mars 2007                         | Ullevaal Stadion, Oslo (Norvège)               | Bosnie-Herzégovine                   | 1-2                                  | Qualifications Euro 2008             |                                      |
| 16.                                  | 6 juin 2007                          | Ullevaal Stadion, Oslo (Norvège)               | Hongrie                              | 4-0                                  | Qualifications Euro 2008             |                                      |
| 17.                                  | 6 juin 2007                          | Ullevaal Stadion, Oslo (Norvège)               | Hongrie                              | 4-0                                  | Qualifications Euro 2008             |                                      |
| 18.                                  | 22 août 2007                         | Ullevaal Stadion, Oslo (Norvège)               | Argentine                            | 2-1                                  | Match amical                         |                                      |
| 19.                                  | 22 août 2007                         | Ullevaal Stadion, Oslo (Norvège)               | Argentine                            | 2-1                                  | Match amical                         |                                      |
| 20.                                  | 12 septembre 2007                    | Ullevaal Stadion, Oslo (Norvège)               | Grèce                                | 2-2                                  | Qualifications Euro 2008             |                                      |
| 21.                                  | 26 mars 2008                         | Podgorica City Stadium, Podgorica (Monténégro) | Monténégro                           | 1-3                                  | Match amical                         |                                      |
| 22.                                  | 14 novembre 2009                     | Stade de Genève, Genève (Suisse)               | Suisse                               | 1-0                                  | Match amical                         |                                      |
| 23.                                  | 8 octobre 2010                       | Stade Antonis Papadopoulos, Larnaca (Chypre)   | Chypre                               | 2-1                                  | Qualifications Euro 2012             |                                      |
| 24.                                  | 11 octobre 2011                      | Ullevaal Stadion, Oslo (Norvège)               | Chypre                               | 3-1                                  | Qualifications Euro 2012             |                                      |